# 小妞電影
“小妞電影”（英語：Chick Flick）是一种俚語，指的是专门迎合女性兴趣、针对女性群体行销的电影类型。这类电影通常更吸引年轻女性观众，主要围绕爱情和浪漫展开情节。虽然许多类型的电影都可能面向女性观众，但“chick flick”一词通常仅用于指那些带有个人戏和情感，或以人际关系为主题的电影（不过不一定是浪漫的，电影也可能关注亲子关系或友谊）。Chick flick 通常会在情人节前后大量上映。

## 历史
“Chick flick”一词直到20世纪80年代和90年代才广泛使用。起源于20世纪早期的“女性电影”，这些电影将女性描绘成受害者和家庭主婦，后来在20世纪40年代和50年代初的黑色电影中，性化的女性被描绘为一种威胁。在1950年代，许多在第二次世界大战期间进入职场的女性面临回归家庭的转变。Brandon French 指出，1950年代的女性电影“揭示了女性从40年代到60年代过渡中面临的不同问题和情境：浪漫、求爱、工作、婚姻、性爱、母性、离婚、孤独、通奸、酗酒、寡居、英雄主义、疯狂和野心。”

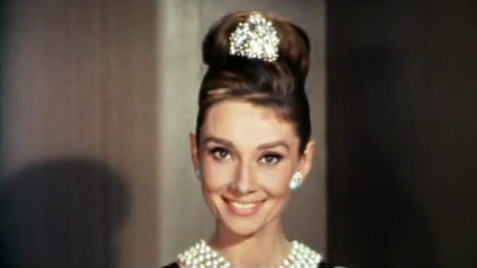
奥黛丽·赫本在《第凡內早餐》（1961年）中的表现，被认为是早期 chick flick 的典范

电影《第凡內早餐》（1961年），作为电影黄金时代的“经典”之一，有时被认为是早期 chick flick 的代表，因其带有孤独、过分的唯物主义和快乐结局等常见元素。作家 Molly Haskell 曾表示，chick flick 与20世纪40年代和50年代的女性电影非常不同，它们现在“唱着不同的调子”。她认为这些电影“更加叛逆和乐观，后现代且后女性主义”。
在美国，20世纪80年代，一系列青少年戏剧电影也被贴上 chick flick 的标签，其中许多由导演尊·曉治制作。这些电影通常比之前的 chick flick 更加现实，带有如人工流产和个人疏离等戏剧性元素。
一些 chick flick 模仿了灰姑娘和其他童話（例如《灰姑娘的玻璃手機》（2004年）、《灰姑娘，很久很久以前》（1998年）和《麻雀變鳳凰》（1990年）），甚至莎士比亚作品（如《足球尤物》（2006年）和《對面惡女看過來》（1999年））。此外，许多电影改编自畅销小说（如《麻雀變公主》（2001年）和《穿著Prada的惡魔》（2006年））和文学经典（如《小婦人》（1994年））。虽然大多数被认为是 chick flick 的电影都是轻松愉快的，但有一些悬疑电影也归入这一类别，如《危機四伏》（2000年）。

## 演变与争议
自1980年代以来，这类作品逐渐兴起，尤其在2000年代初受到关注，并在2010年代和2020年代初继续发展。在早期的发展过程中，这些电影主要以白人女性为目标，主要涉及白人女性角色、话题和兴趣。
随着该类型的发展，这些作品的情节和角色开始变得重复。“Chick flick”通常以单身角色开场，在意外遇到合适且迷人的伴侣后，生活发生了好转。
该类型的首批作品最初并未被贴上“chick flick”的标签，仅被称为“Girly Films”（女孩电影）。“它与其他针对女性的电影的区别在于它对消费文化的关注。”例如，《獨領風騷》（1995年）、《麻雀變公主》（2001年）和《辣妹過招》（2004年）等电影都体现了这一点。在所有这些电影中，购买女性服装、化妆品或鞋子被描绘为女性身份的重要组成部分。女性通常被描绘得情感丰富且依赖男性，这强化了社会对女性应该优先寻找浪漫伴侣和结婚的父权制期望。这些期望可以从《他其實沒那麼喜歡妳》（2009年）和《忘了、忘不了》（2004年）等电影中解读出来。
许多人认为，这一类型在电影行业中的内容更具包容性，而不是歧视性。女性主角和情节主题的不同种类现在更加常见。电影中女性在明显男性主导的职业和/或职位上的表现如《律政俏佳人》（2001年）和《愛情限時簽》（2009年）中所见。电影的主题也在扩展，如《成长边缘》（2016年）探讨了“失落、悲伤和抑郁等主题，但以干脆、幽默且尖刻的方式表现。”这些电影已经成为探讨当今社会其他问题的载体，包括恐同和女性权利。这可以在《親愛的初戀》（2018年）和《淑女鳥》（2017年）等电影中看到。这个行业已经将该类型从单纯描绘肥皂剧式的浪漫故事转向关注更现实的艰难困境。
毫无疑问，“chick flick”常被误解为仅仅吸引青少年女孩观众，而不是严肃的奖项和荣誉竞争者。其实，《慾望城市》（1998–2004年）——一齣“chick flick”系列劇——曾获得54项艾美奖提名、24项金球奖提名、11项美国演员工会奖提名、10项美国导演工会奖提名、7项卫星奖提名和4项美国制片人协会奖提名。其他在票房上非常成功的“chick flick”还有《真爱至上》（2003年）、《摘星奇緣》（1999年）和《媽媽咪呀！》（2008年）。

## 对这一类型的批评
“Chick flick”一词在现代女性主义群体中引起了诸多负面反应。在20世纪70年代女性解放运动高峰期，“chick”一词被认为是对女性的侮辱。“Chick”被用来贬低女性，将她们描绘成需要男性保护的幼稚、柔弱和轻浮的生物。“Chick”与“chick flick”的联系导致许多女性和女性主义者对其产生了即时的负面反应。
Chick flick 带有许多负面的刻板印象，女性通常被描绘成笨拙、活泼、头脑简单等。当一部电影被冠以“chick flick”的头衔时，对于许多人来说，削弱了电影的可信度，本质上是说这部电影俗气、可预见且情节不佳。这种标签特别体现在围绕女性主题的电影上，往往强化了女性主题的电影不应该被认真对待的观念。对这一类型的批评大多集中在对某些兴趣（本例中则是电影）进行性别化分类的负面影响。在《chick flick 悖论：贬义？女性主义？还是两者兼而有之？》（The Chick Flick Paradox: Derogatory? Feminist? or Both?）一书的作者娜塔莉亚·汤普森（Natalia Thompson）认为，chick flick 是“试图将整个性别的兴趣归为一种类型”。
许多评论家认为，不必要的性别化会对不同的社会群体产生负面影响。俄罗斯社会科学家娜塔莉亚·里马舍夫斯卡娅（Natal'ia Rimashevskaia）的研究表明，媒体进一步加剧的性别刻板印象可能导致对女性的歧视，并限制她们的“人类和智力潜力”。对这一术语的更多批评来自于 chick flick 类型电影的实际内容以及这些内容如何影响社会对女性的看法。有些人认为，chick flick 是微暴力，指的是基于“种族、性别、年龄和能力”贬低他人的行为或交流。
电影评论家对大多数 chick flick 中常见的内容提出了异议。尽管这些细分子类别代表不同的情节线，但它们都共享几个共同特征。许多 chick flick 具有影评家希拉里·拉德纳（Hilary Radner）就雞仔文學所描述的“讽刺、自嘲的语气”，她认为这是这一类型的定义性特征之一，许多人觉得与其他类型相比，它缺乏实质内容。她指出，这些电影遵循“一套叙事模式”，在不同电影中反复出现。拉德纳还表示，这一类型极其异性恋本位且“白人化”严重。类型的这些共同特征常常会引来少数群体和社会正义活动家的批评。这在电影中通过对角色类型化（即總讓演員演同一類型的角色）的倾向表现得尤为明显，因此像麗絲·韋花絲潘、卡麥蓉·狄亞茲、塞斯·羅根和山姆·克拉弗林这样的演员常常被归类为“白人化”电影。对这一类型的更多批评认为，chick flick 迎合了每个女性的“父权制无意识”。拉德纳进一步表示，这“构成了一种非常有吸引力——因此经常被利用——的女性身份版本。”
有些人反对对 chick flick 的批评。研究者莎拉-梅·当（Sarah-Mai Dang）承认这些电影可以被批评为对女权主义成就的威胁性反扑；然而，她认为这些电影可以因其对女性自由的表现而受到赞扬。当进一步声称，这些电影为女性声音在 chick flick 等当代作品中的存在或表达提供了空间。

## 类型的多样性
Chick flick 通常也被归类为浪漫喜剧类型。这种归类限制了哪些可以或不可以被视为 chick flick，许多人认为，一部电影要被认为是 chick flick，必须带有浪漫和喜剧元素。在浪漫喜剧与 chick flick 的宣传方式上存在关键区别。浪漫喜剧通常以男性观众为目标进行制作/宣传。然而，chick flick 是“旨在特别吸引女性观众的影片。”
最近，女性们开始质疑为什么浪漫是唯一针对女性行销的内容，而实际上还有许多其他主题、话题和问题与女性相关？由于没有“dude-flick”（小夥电影）类别，许多人开始质疑是否有必要将电影类型与女性联系起来，然后让她们为喜欢这类电影感到内疚。另一些人则认为，chick flick 是“女性文化爆炸”的延续，反映并推动了女性在流行文化中的新的可见性。相反，chick flick 被归类为女性文化的产物，且是有意面向女性观众的决策，这意味着女性在当代文化中的重要性在不断增加。
Chick flick 中典型的“坠入爱河”的叙事方式现已被改造，并且在 chick flick 中增加女性代表性方面出现了上升趋势。专注于职业生活、拒绝传统美标准以及包含女性主义主题的女性角色在近年来的 chick flick 中越来越多地出现。还有一些 chick flick 试图探讨女性必须面对的诸多选择，例如是否可以“兼得”，以及在《BJ單身日記》（2001年）、《麻雀變公主》（2001年）和《偷穿高跟鞋》（2005年）等电影中展示的美的标准的不同影响。
在 chick flick 中几乎没有强调包括少数族裔/种族群体的个体。如果某个少数族裔/种族群体的个体被选为主角，他们的合作演员通常不会是少数族裔。在电影《情場絕橋王》中，威爾·史密斯担任男主角，而伊娃·门德斯（拉丁裔）担任女主角，这是一个有意的决定。没有选择黑人或白人女性担任这一角色，因为威爾·史密斯认为，一对黑人夫妇会让全球观众感到不安，而一对黑人男主角和白人女主角的跨种族情侣则会冒犯美国观众。选择伊娃·门德斯被视为一种解决方案，因为在美国，拉丁裔女主角与黑人男主角的搭配并不被认为是禁忌。在许多不同的 chick flick 中都可以看到这种类型的选角，例如《升等之旅》（2024年）中有拉丁裔女主角和英国男主角。这是一个持续存在的问题，提出了关于种族主义和少数族裔在电影业中包容性的问题，在展示少数族裔人物和 LGBTQ+ 关系方面还有很多进展需要取得。

## 示例
以下电影被一些评论家认为是 chick flick:
- 仙履奇缘（1950年）
- 第凡內早餐（1961年）[26][27]
- 愛的故事（1970年）[27]
- 俏郎君（1973年）[28]
- 油脂（1978年）[29]
- 軍官與紳士（1982年）[30][31]
- 青春熱舞（英语：Valley Girl (1983 film)）（1983年）
- 親密關係（1983年）[32]
- 少女十五十六時（英语：Sixteen Candles）（1984年）[26][27]
- 熱舞17（1987年）[26][27]
- 情比姊妹深（英语：Beaches (1988 film)）（1988年）[32][33]
- 鋼木蘭（英语：Steel Magnolias）（1989年）[26][32]
- 當哈利碰上莎莉（1989年）[26][34][27]
- 麻雀變鳳凰（1990年）[33]
- 人鬼情未了（1990年）[35]
- 保镖（1992年）[36]
- 西雅圖夜未眠（1993年）[27]
- 愛你情深（英语：Mad Love (1995 film)）（1995年）[37]
- 等待夢醒時分（英语：Waiting to Exhale）（1995年）[38]
- 獨領風騷（1995年）
- 二見鍾情（1995年）
- 漫步在雲端（英语：A Walk in the Clouds）（1995年）
- 大老婆俱乐部（1996年）[39]
- 真的想嫁你（1997年）[34]
- 泰坦尼克号（1997年）[40]
- 當老牛碰上嫩草（英语：How Stella Got Her Groove Back）（1998年）[41]
- 亲情无价（1998年）[32][41]
- 超異能快感（英语：Practical Magic）（1998年）[42]
- 電子情書（1998年）[43]
- 對面惡女看過來（英语：10 Things I Hate About You）（1999年）[26][27]
- Kiss情人（英语：The Story of Us (film)）（1999年）[41]
- 觸電之旅（1999年）
- 摘星奇緣（1999年）
- 一吻定江山（1999年）
- 女孩第一名（英语：Where the Heart Is (2000 film)）（2000年）[41][43]
- BJ單身日記（2001年）[44]
- 律政俏佳人（2001年）[43]
- 麻雀變公主（2001年）[40]
- 爱上新郎（2001年）
- 鬼狗母女（英语：Heartbreakers (2001 film)）（2001年）
- 碧海嬌娃（英语：Blue Crush）（2002年）
- 女佣變鳳凰（英语：Maid in Manhattan）（2002年）
- 10天戀愛有限期（2003年）
- 新婚告急（2003年）
- 三十姑娘一朵花（2004年）
- 辣妹過招（2004年）[45][29]
- 徹夜狂歡（英语：Sleepover (film)）（2004年）
- 忘了、忘不了（2004年）[26][40][27][43][46]
- 灰姑娘的玻璃手機（英语：A Cinderella Story）（2004年）[47]
- 牛仔褲的夏天（英语：The Sisterhood of the Traveling Pants (film)）（2005年）[26][43]
- 人魚公主的愛情魔法（2006年）
- 穿著Prada的惡魔（2006年）[34][40]
- 跳越時空的情書（2006年）[34][40]
- 髮膠明星夢（2007年）
- 曼哈頓奇緣（2007年）[40]
- 愛情三選一（2008年）
- 27件禮服的秘密（2008年）[34]
- 慾望城市（2008年）[26][48][40]
- 暮光之城：無懼的愛（2008年）[26][48][40]
- 新娘愛鬥大（2009年）
- 愛情限時簽（2009年）[49][50]
- 購物狂的異想世界（2009年）
- 他其實沒那麼喜歡妳（2009年）
- 愛情限時簽（2009年）
- 我們所知道的生活（2010年）
- 情人節快樂（2010年）
- 伴娘我最大（2011年）[29]
- 結婚友沒友（2011年）
- 飯飯之交（2011年）
- 戀搞好朋友（2011年）
- 格雷的五十道陰影（2015年）[51]
- 女孩我最高（英语：Tall Girl）（2019年）[26][34]